# 天主教貝爾維爾教區
天主教貝爾維爾教區（拉丁語：Dioecesis Bellevillensis）是美國一個羅馬天主教教區，屬芝加哥總教區。教區於1887年1月7日成立。
教區管轄伊利諾伊州南部，教座位於貝爾維爾。教區於2006年時有教友111,000人（佔轄區總人口13.0%）、124個堂區和152名司鐸。
現任教區主教為彌額爾·麥加弗恩，榮休主教為愛德華·布拉克斯頓。